# Dalmannia nigriceps
Dalmannia nigriceps är en tvåvingeart som beskrevs av Friedrich Hermann Loew 1866. Dalmannia nigriceps ingår i släktet Dalmannia och familjen stekelflugor. Inga underarter finns listade i Catalogue of Life.